# Brett Camerota
Brett Camerota (Salt Lake City, 9 gennaio 1985) è un ex combinatista nordico statunitense.

## Biografia
Camerota ha debuttato in Coppa del Mondo il 29 gennaio 2006 a Seefeld, piazzandosi 28º nell'individuale Gundersen in programma. In carriera ha partecipato a due edizione dei Giochi olimpici invernali, Torino 2006 (38º nel trampolino normale) e Vancouver 2010 (2° nella gara a squadre, 36º nel trampolino normale), e a due dei Campionati mondiali.

## Palmarès

### Olimpiadi
- 1 medaglia:
  - 1 argento (gara a squadre a Vancouver 2010)

### Coppa del Mondo
- Miglior piazzamento in classifica generale: 50º nel 2007